# 代議制統治論
『代議制統治論』（Considerations on Representative Government）とは1861年にイギリスの哲学者ジョン・スチュアート・ミルによって執筆された政治学の著作である。
ミルは1806年にイギリス生まれ、功利主義の代表的な哲学者として著名だが、1867年の議会改革法に結実するイギリスでの参政権拡大を背景としながら統治制度（政治機構）に関する研究も行っていた。
ミルが関心を持っていた問題とは、労働者が新しく選挙権を獲得することに伴い、統治制度を適切な形態に再構築することであった。これは多数者の専制を回避するための理論的な取組みでもあり、ミルはアメリカの統治制度を批判的に検討しながら考察に取り入れている。本書の内容は統治形態が卓越している基準、適用可能な社会的条件、代議制の危険性について触れた後に、選挙や投票の方法、議会の制度的枠組みなどについて論考している。
ミルはまず優れた統治制度を選択するために三つの基本的条件を提示している。統治の対象となる国民はその統治制度を受容することに同意していなければならず、さらに統治制度を維持するために積極的に行動する意思と手段を持ち、しかも国民は統治制度のために自己抑制しなければならない。この三つの条件の範囲内でのみ統治制度は選択することが可能である。しかし統治の本来の目的とは社会の秩序や進歩に関わり、これらの機能に応じて統治制度は設計されなければならない。その上でミルは最も理想的な統治形態が代議制の統治であることを主張している。絶対的な政治権力を個人に委ねる統治形態よりもむしろ、共同社会の全ての構成員に政治権力が保持されている統治形態が好ましいと考えられる。なぜならば、繁栄の程度とはそれに貢献する諸個人の活力の程度と多様性に比例し、また全ての人々の権利とは利害関係者が自分自身で守ることができることが不可欠であると考えられるためである。そのために小さな権限であっても公的職務に市民たちが参加することと、投票を通じて可能な限り幅広い人々が統治に参加する代議制でなければならない。
ミルはこの著作で、比例代表制の一種である単記移譲式投票を支持している。

## 文献情報
- Mill, J.S. Considerations on representative governmane. London: Parker, Son, and Bourn, West Strand, MDCCCLⅨ.

日本語訳
- 水田洋訳『代議制統治論』岩波文庫、1997年。元版は河出書房新社「世界の大思想」に収録
- 関口正司訳『代議制統治論』岩波書店、2019年。現行版